# Karen Montgomery
Karen Montgomery (* 28. November 1949 in Chicago; † 4. Dezember 2015 in Los Angeles, Kalifornien) war eine US-amerikanische Schauspielerin und Filmproduzentin.

## Leben und Karriere
Montgomery besuchte die University of California in Berkeley und studierte dort Psychologie und Naturwissenschaften. Sie schloss mit einem Bachelor of Studies (BS) ihr Studium ab.
Ende der 1970er Jahre ging Montgomery nach Los Angeles, um Schauspielerin zu werden. Dort besuchte sie unter anderem Schauspielseminare und Workshops bei dem bekannten Schauspieler und Acting Coach Roy London (1943–1993). In Hollywood lernte sie die Schauspielerin Lois Chiles kennen, mit der sie später auch mehrfach zusammenarbeitete. 1978 arbeitete sie gemeinsam mit dem bekannten Schriftsteller und Drehbuchautor Waldo Salt als „Story Analyst“ bei dem Film Coming Home – Sie kehren heim zusammen. Danach arbeitete sie als Story Analyst für IPC Films. Sie ging anschließend als Director of Development zu der Produktionsfirma American Filmworks. In den 1980er Jahren arbeitete sie mit dem Produzenten Bruce Gilbert auch bei dem Film Der Morgen danach (The Morning After) zusammen.
Parallel zu ihrer Karriere hinter der Kamera war Montgomery in dieser Zeit auch weiterhin als Schauspielerin tätig.
Ab dem Ende der 1970er Jahre übernahm sie mehrere Episodenrollen in Fernsehserien. 1978 war sie in der Krimiserie Kojak zu sehen. In der Serie Nero Wolfe spielte sie 1981 die Rolle der „Fanny Irwin“. In Aloha Paradise wirkte sie ebenfalls 1981 mit. 1993 war sie in L.A. Law – Staranwälte, Tricks, Prozesse zu sehen.
Größere Bekanntheit erlangte sie vor allem in der Rolle der „Beata“ in der Episode Angel One von Raumschiff Enterprise: Das nächste Jahrhundert von 1988. Dort hatte Montgomery eine Episodenhauptrolle. In einer weiteren Episode von Star Trek war sie in einer Rückblende zu sehen.
Montgomery wirkte in Nebenrollen auch in verschiedenen Kino- und Fernsehfilmen mit: 1979 in Die Rentner-Gang, 1980 in Willie & Phil von Regisseur Paul Mazursky und ebenfalls 1980 in Von Küste zu Küste. 1986 spielte sie an dem Fernsehfilm Condor. 1987 war sie in der Rolle der „Karen“ in Amazonen auf dem Mond oder Warum die Amis den Kanal voll haben des Regisseurs Joe Dante zu sehen.
2009 wurde der bereits in den 1980er Jahren gedrehte, aber bisher unveröffentlichte Episoden-Film Imps* auf DVD herausgebracht. In dieser Komödie, einer Aneinanderreihung von Sketchen und Parodien, stellte Montgomery eine Sekretärin dar.
Seit Anfang der 1990er Jahre war sie als unabhängige Filmproduzentin tätig. Sie verlegte ihren Schwerpunkt auf diesen Bereich. Ihr erster Film Keiner kommt hier lebend raus erschien 1991. 1997 produzierte sie Zwei Singles in L.A. 2000 war sie Koproduzentin von Row Your Boat mit Jon Bon Jovi als Hauptdarsteller. 2005 war Montgomery war Produzentin von Special Thanks to Roy London, einem Dokumentarfilm über das Leben von Roy London. Montgomery, die bis zu seinem Tode eng mit Roy London befreundet war, hatte seit 2002 gemeinsam mit Lois Chiles, Rhonda Aldrich und Julie Warner intensive Recherchen über seine Arbeit als Schauspielcoach betrieben. Insbesondere gelang es ihr, die wenigen verfügbaren Interviews Londons im Rahmen der Dokumentation der Öffentlichkeit erneut vorzustellen. Montgomerys Dokumentarfilm enthält über 50 Interviews mit Schauspielern und Freunden von Roy London, unter anderem Sharon Stone, Julie Warner, Lois Chiles, Jeff Goldblum, Patrick Swayze, Patricia Arquette und Geena Davis. Er wurde 2005 auf dem Tribeca Film Festival uraufgeführt. Der Film wurde außerdem erfolgreich beim Boston Film Festival und beim Santa Barbara Festival aufgeführt.
2008 erschien A Sense of Wonder, der im September 2008 beim Vancouver International Film Festival uraufgeführt wurde. Vorpremieren fanden erfolgreich beim Environmental Film Festival und beim Maine International Film Festival statt. Der Dokumentarfilm beschreibt das Leben der amerikanischen Wissenschaftlerin Rachel Carson. In Spielszenen ist Kaiulani Lee als Carson zu sehen. Der Film wurde 2009 auch beim Black Bear Film Festival gezeigt.
Montgomery war mit dem walisischen Regisseur Christopher Monger (Der Engländer, der auf einen Hügel stieg und von einem Berg herunterkam) verheiratet.
Karen Montgomery lebte zuletzt in Los Angeles und erlag im Alter von 66 Jahren einem Krebsleiden.

## Filmografie

### Schauspielerin
- 1978: Kojak – Einsatz in Manhattan (Kojak, Fernsehserie, eine Folge)
- 1979: Die Rentner-Gang (Going in Style)
- 1980: Willie & Phil
- 1980: Von Küste zu Küste (Coast to Coast)
- 1981: Nero Wolfe (Fernsehserie, eine Folge)
- 1981: Aloha Paradise (Fernsehserie, zwei Folgen)
- 1986: Condor (Fernsehfilm)
- 1987: Amazonen auf dem Mond oder Warum die Amis den Kanal voll haben (Amazon Women on the Moon)
- 1988: Raumschiff Enterprise: Das nächste Jahrhundert (Star Trek: The Next Generation, Fernsehserie, Episode 1x14 Planet Angel One)
- 1993: L.A. Law – Staranwälte, Tricks, Prozesse (L.A. Law, Fernsehserie, eine Folge)
- 2009: Imps*

### Produzentin
- 1991: Keiner kommt hier lebend raus (Diary of a Hitman) (als Associate Producer)
- 1997: Zwei Singles in L.A. (Til There Was You) (als Associate Producer)
- 2000: Row Your Boat (als Co-Producer)
- 2005: Special Thanks to Roy London
- 2008: A Sense of Wonder